# Всестилевое карате
Всестилево́е каратэ́ — созданный в России вид спорта, представляющий собой объединение в рамках одной спортивной федерации нескольких разновидностей каратэ.

## История
В 2004 году для развития каратэ стиля косики по инициативе руководителя федерации М. В. Крысина и при содействии тогдашнего министра спорта В. А. Фетисова был создан новый вид спорта «стилевое каратэ». Следуя рекомендации Минспорта РФ об укрупнении видов спорта, в данный вид спорта, кроме косики каратэ, в качестве спортивных дисциплин были включены также такие направления карате как ашихара, традиционное карате и каратэ по версии Всемирной конфедерации каратэ (WKC).
Приказ № 211 о создании «стилевого каратэ» был подписан министром спорта 17 марта 2004 года. Впоследствии был создан ОССО «Спортивный союз стилевого каратэ России», который и получил аккредитацию на развитие вида спорта в России. В 2010 году были выработаны правила соревнований по стилевому каратэ (приказ Минспорта № 310) и условия присвоения спортивных разрядов (приказ № 1111), до того соревнования высших достижений по стилевому каратэ не проводились. Однако в 2010 году в организации усилились противоречия между её членами и руководителями, начались попытки смены руководства и, по мнению ряда функционеров, произошёл рейдерский захват. 12 апреля 2011 года организация была ликвидирована.
Тем не менее, идеи организации, которая объединяла бы не самые популярные стили каратэ, была популярна среди функционеров федераций таковых, но не одобрялась многими мастерами каратэ. Поддерживал её и Российский союз боевых искусств. С другой стороны, возражения против признания таких стилей отдельным видом спорта высказывала «олимпийская» Федерация карате России и вышестоящая Всемирная федерация карате.
28 мая 2013 года было подписано соглашение о создании нового вида спорта, в котором приняли участие 22 (по другим данным — 25) спортивные федерации, развивающих стили каратэ в России. Интересы новосозданной «Федерации всестилевого каратэ России» (ФВКР) представлял РСБИ. В июне 2014 года всестилевое каратэ было признано видом спорта и включено во Всероссийский реестр видов спорта (приказ Минспорта РФ от 10.06.2014 г. № 447), а в 2015 году ФВКР получила аккредитацию (приказ Минспорта РФ от 20.02.2015 № 154).
24 октября 2014 года, опять же в России, была создана Международная федерация всестилевого каратэ (IASKF).

### Список организаций-основателей всестилевого каратэ
«Всероссийская федерация косики каратэ-до»
- «Сетокан каратэ по версии Всемирной сетокан каратэ федерации»
- «Национальная ассоциация каратэ»
- «СКИФ»
- «Союз каратэ-до России»
- «Всероссийская федерация СЭНЭ»
- «Российский союз шотокан Казе Ха»
- «Федерация фудокан России»
- «Федерация каратэ по версии Всемирной Конфедерации каратэ»
- «Федерация Уэчи-рю каратэ»
- «Федерация Окинава годзю-рю»
- «Федерация кодзю цу России»
- «Федерация комбат самообороны России»
- «Федерация ориентал России»
- «Федерация нокдаун каратэ России»
- «Федерация современных боевых искусств России»
- «Федерация кайдо России»
- «Студенческая федерация всестилевого каратэ России»
- «Федерация киокусин России»
- «Федерация каратэ России Ашихара Кайкан»
- «Ассоциация Косики Каратэ России»
- «Федерация Стилевого каратэ России»
- «Федерация Вовинам вьет дао России»
- «Федерация Каратэномичи России»
- «Федерация Косики Каратэ России»
- «Российский Союз Каратэ Кекусин Кайкан»

## Спортивные дисциплины
- Ограниченный контакт. В данной дисциплине разрешено наносить удары руками и ногами с обозначением, то есть не в полную силу. Запрещены травмоопасные действия, удары в полный контакт, удары пальцами, болевые приёмы, а также амплитудные броски без страховки. В рамках этой дисциплины также проводятся соревнования по ката и ката-бункай.
- Полный контакт. В этой дисциплине можно наносить большее количество ударов, в том числе коленями и локтями в тулово, подсечки и броски с бесконтактным обозначением добивания, а также захваты за униформу (каратэги). Запрещены удары руками в лицо, удары ногами ниже пояса, болевые приёмы, двуручный захват за униформу.
- Полный контакт в средствах защиты. Спортсмены должны использовать защитные средства — бандаж, перчатки с открытыми пальцами, жилет, щитки, шлем и капу. Спектр разрешённых приёмов весьма широк, но запрещены наиболее травмоопасные техники вроде ударов в горло

## Система званий и поясов
Федерации разных стилей каратэ имеют свои системы ученических (кю) и ма́стерских (дан) разрядов и соответствующих им цветных поясов. Федерация всестилевого каратэ, занимающаяся исключительно организаторской деятельностью, такой системы не имеет, позволяя примкнувшим к ней стилям заниматься этим по своему усмотрению. Тем не менее, практикуется раздача «почётных чёрных поясов» лицам, имеющим те или иные заслуги перед федерацией, вне зависимости от их фактических умений в каратэ и наличия таковых вообще, либо в довесок к честно полученному чёрному поясу по одному из стилей каратэ.
Тем не менее, в соответствии с российским законодательством для вида спорта «всестилевое каратэ» предусмотрены спортивные разряды и звания. Так, например, для получения звания «мастер спорта» необходимо занять 1-3 место на чемпионате России

## Соревнования
Официальные соревнования начали проводиться в 2015 году. 13-15 ноября 2015 года в окрестностях Звенигорода прошёл первый чемпионат России по всестилевому каратэ. Второй ЧР прошёл там же в мае 2017 года, разыграно 55 комплектов наград, большинство победителей и призёров представляли стиль кёкусинкай.
С 21 по 25 ноября 2019 года в Москве в ЛФК ЦСКА впервые в истории прошёл Чемпионат и Первенство мира по всестилевому каратэ. Турнир собрал около 40 стран мира.